# Amagiri (Schiff, 1930)
Die Amagiri (japanisch 天霧) war ein Zerstörer der Fubuki-Klasse der Kaiserlich Japanischen Marine, der im Zweiten Weltkrieg zum Einsatz kam.

## Geschichte
Der Bauauftrag für die Dai-49-gō kuchikukan (Zerstörer Nr. 49), die spätere Amagiri, wurde an die Werft von Ishikawajima Harima in Tokio vergeben. Diese legte das Schiff am 28. November 1928 auf Kiel und der Stapellauf erfolgte am 28. Februar 1930. Die Indienststellung erfolgte neun Monate später am 10. November 1930.
Zunächst nahm sie vor allem an Gefechtsübungen teil. Gemeinsam mit anderen japanischen Schiffen, war sie am 26. September 1935 am sogenannten Zwischenfall der Vierten Flotte beteiligt. Bei diesem Zwischenfall geriet ein Flottenverband in einen Taifun, in welchem zwei Zerstörern der Fubuki-Klasse der Bug abgerissen wurde und weitere Schiffe, wie die Kreuzer Myōkō und Mogami, ernsthafte Schäden erlitten. Der Zerstörer nahm am Zweiten Chinesisch-Japanischen Krieg teil und wurde der 20. Zerstörerdivision zugeteilt.
Im Zweiten Weltkrieg nahm das Schiff im Dezember 1941 an der erfolgreichen japanischen Landung in Singora auf der malaiischen Halbinsel teil.
Im Januar 1942 griff sie vor Malaya zwei britische Zerstörer an, wobei sie die HMS Thanet versenken konnte. Im Februar unterstützte sie die japanische Landung auf Java. Im April wurde sie der südlichen Gruppe der Unterstützungskräfte bei der Operation C, Angriffe auf alliierte Schifffahrt entlang der Ostküste von Indien, zugeteilt. Am 6. April 1942 konnte die Amagiri gemeinsam mit den Schweren Kreuzern Mikuma und Mogami drei alliierte Handelsschiffe vor der indischen Küste versenken. Danach wurde sie der Hauptflotte zugeteilt, die unter Admiral Yamamoto in der Schlacht um Midway den Amerikanern unterlag. Im August lief sie zu den Salomonen, um die amerikanische Landung auf Guadalcanal zu bekämpfen. Sie war sehr aktiv in der Schlacht um Guadalcanal, bei den Gefechten in den zentralen Salomonen und nahm auch an der Schlacht im Kula-Golf teil.
Am 2. August 1943, als sie Verstärkungstruppen nach Port Vila brachte, rammte und versenkte sie das PT-Schnellboot PT-109 und bekämpfte einige andere Schnellboote in der Blackettstraße südlich von Kolombangara. Dadurch erreichte sie eine gewisse Bekanntheit, da der Kommandant von PT-109 der damalige Leutnant und spätere Präsident John F. Kennedy war, der sich mit anderen Kameraden durch kilometerweites Schwimmen auf eine Insel retten konnte.
In der Nacht vom 24. auf den 25. November 1943 war sie wiederum unterwegs, um Verstärkungstruppen nach Bougainville zu bringen. In der darauf folgenden Schlacht bei Kap St. George konnten sie den amerikanischen Zerstören entkommen.
Am 7. Dezember kam es vor Kavieng zu einer Kollision mit der Akikaze, die ihren Bug abscherte. Im Januar 1944 zur Reparatur in die Marinewerft Kure geschickt, wurde sie im März wieder der Südwestflotte zugeteilt und war in Singapur stationiert, um Transportmissionen im westlichen Niederländisch-Indien zu sichern.

### Untergang
Im April 1944 verließ die Amagiri, zusammen mit den Kreuzern Aoba und Ōi Singapur in Richtung Davao. Etwas 55 Seemeilen (102 km) südlich von Balikpapan, in der Straße von Makassar, lief der Zerstörer auf eine Seemine. Nach zwei Stunden, die Besatzung war durch die Aoba übernommen worden, ging das Schiff auf Position 2° 10′ S, 116° 45′ O unter.
Die Amagiri wurde am 10. Juni 1944 aus der Flottenliste der Schiffe der Kaiserlichen Japanischen Marine gestrichen.

## Wrack
Das Wrack der Amagiri, dessen genaue Position lange unbekannt war, wurde am 10. Oktober 2003 durch Taucher der MV Empress entdeckt und untersucht. Das Wrack lag zu dieser Zeit in einer Tiefe von 28 Metern auf seiner Steuerbordseite. 
Das Schiffswrack wurde auch von indonesischen Bergungstauchern betaucht, die illegal Altmetall entfernten und das Schiffswrack zu großen Teilen zur Verschrottung geborgen haben.